# تكامل فيرليت
تكامل فيرليت هي طريقة عددية تستخدم لتكامل معادلات حركة نيوتن. يُستخدم هذا الأسلوب بشكل متكرر لحساب مسارات الجسيمات في محاكاة الديناميكا الجزيئية والرسومات الحاسوبية.
تم استخدام هذه الطريقة لأول مرة من قبل جان باتيست جوزيف ديلامبر عام 1791، وأعيد اكتشافها عدة مرات منذ ذلك الحين. شهدت شهرة واسعة بعد تطويرها من قبل لوب فيرليت في الستينيات لاستخدامها في محاكاة الديناميكا الجزيئية.
استُخدم تكامل فيرليت أيضًا من قبل علماء آخرين، مثل فيليب هيربرت كويل واندرو كلود دى لا شيروا كروملين لحساب مدار مذنب هالي عام 1909، ومن قبل كارل ستورمر عام 1907 لدراسة مسارات الجسيمات المشحونة في المجال المغناطيسي.
يتميز تكامل فيرليت بـاستقراره العددي الجيد بالإضافة إلى خصائص مهمة أخرى في الأنظمة الفيزيائية مثل قابلية الانعكاس الزمني والحفاظ على النموذج التناظري على مساحة الطور، وذلك من دون تكلفة حسابية إضافية ملحوظة مقارنة بطريقة أويلر البسيطة.